# 2016年輕井澤巴士事故
2016年輕井澤巴士事故為2016年1月15日,發生於日本長野縣輕井澤的車禍事故，造成15人死亡，26人受傷。

## 事故概述
事故發生於日本時間2016年1月15日凌晨1點55分,當時一輛載有41名滑雪遊客，開往長野縣北部北志賀高原的觀光巴士在途經長野縣與群馬縣交界附近的國道18號時突然失控，衝向對面行車線，隨後撞斷護欄墜落懸崖。乘客以大學生為主，大多數乘客年齡在18至24歲之間。
事發後，國土交通省對巴士公司進行特別監查，觀光廳也對旅行社進行調查。調查發現，因為當年降雪低於往年，滑雪觀光客大減，使巴士公司不得不接受旅行社低於行情的包車價碼。巴士公司收入不如預期之下，為了節省經營成本，除了發車前沒檢查司機健康狀態，忽視司機連續駕駛時數限制，也省下行車紀錄器的紀錄用紙。警方調查另外發現，司機抄捷徑，違法行駛未經審查路線，以致疲勞駕駛狀態下，在不熟悉路線的危險路段無剎車墜坡。此事故也突顯出日本低價包租巴士安全性的問題，事後日本觀光廳全面禁止旅行社以過低價格包下遊覽車。
由於事後調查發現本事故死者大多沒有繫上安全帶跡象，生存者都繫上了安全帶，本來未強制執行的高速巴士乘客繫上安全帶規範開始被大多數高速巴士司機強制執行。